# Војни адвокати (5. сезона)
Пета сезона серије Војни адвокати је емитована од 21. септембра 1999. године до 23. маја 2000. године и броји 25 епизода.

## Опис
Главна постава се у овој сезони није мењала.

## Улоге

### Главне
- Дејвид Џејмс Елиот као Хармон Раб мл.
- Кетрин Бел као Сара Макензи
- Патрик Лаборто као Бад Робертс
- Џон М. Џекосн као Алберт Џетро Чегвиден

### Епизодне
- Тери О’Квин као Томас Бун (Епизода 11)

## Епизоде
| Бр. у серији | Бр. у сезони | Наслов                             | Редитељ                           | Сценариста                                                                              | Премијерно емитовање |
| --- | ------------ | ---------------------------------- | --------------------------------- | --------------------------------------------------------------------------------------- | -------------------- |
| 86 | 1            | Краљ Грини Борда                   | Алан Џ. Луи                       | Џон Шулијан                                                                             | 21. септембар 1999.  |
| Харм се вратио на летење са својом РПО-овком Скејтс, али поручник Бакстон, пилот стрелац, им отежава ствари. Мек је унапређена у поручника-пуковника. Мекин случај војника који је попио превише и проверавао нови састав оружја доводи ного члана у штаб. На крају епизоде поручник Бакстон пуца на оно за шта верује да је српско оружано возило. Кад се вратио у базу, Бакстона зауставља снајпериста и говори му да је погодио руско оружано возило.                               |              |                                    |                                   |                                                                                         |                      |
| 87 | 2            | Правила планирања                  | Џинот Шварц                       | Ед Зукерман                                                                             | 28. септембар 1999.  |
| Поручник Бакстон тера Харма да брани на суђењу за уништавање руског камиона уз претходне епизоде. Мик се придружује Харму у екипи за одбрану, док су Мек и Бад тужиоци. |              |                                    |                                   |                                                                                         |                      |
| 88 | 3            | Истински позиви                    | Aлан Џ. Луи                       | Синопис: Ед Зукерман и Џон Шулијан Сценарио: Ед Зукерман, Џон Шулијан и Пол Т. Гилкрист | 5. октобар 1999.     |
| Хармова каријера пилота је у опасности због његове дуге адвокатске каријере кад се мисија у Србији претвори у кризу када му је авион његовог сарадника онеспособљен. Харм користи ветробран са свог Ф-14 и сарадников авион да га одшлепа назад на брод Патрик Хенри, спашавајући сараднику живот. Харм такође охрабрује и даје подршку Скејтс, која је претрпела напад панике током лета. У штабу, Бад, Тајнер и Гани чине адмиралу услугу купујући му карте за концерт Лимп Бискита. |              |                                    |                                   |                                                                                         |                      |
| 89 | 4            | Повратак                           | Грег Бимен                        | Лари Московиц                                                                           | 12. октобар 1999.    |
| Хармов повратак у САГ је зезнут, пошто му је први случај одбрана сина секретара морнарице због неоштовања наређења током допуне горива и суочава се са симпатичном секретарицом морнарице и непопустљивим бродским капетаном који је био строг према сину. |              |                                    |                                   |                                                                                         |                      |
| 90 | 5            | Напред и центар                    | Алан Мајерсон                     | Дејна Коен                                                                              | 19. октобар 1999.    |
| Када војник дезертире радије него да сведочи на суђењу за покушај силовања, Харм и Мек морају да открију његову тајну док је Харм награђен својим другим крстом части због својих поступака у епизоди "Истински позиви". |              |                                    |                                   |                                                                                         |                      |
| 91 | 6            | Видовити ратник                    | Грег Бимен                        | Пол Левин                                                                               | 2. новембар 1999.    |
| Док Харм и Мек истражују смрт војника који је радио на психолошко-операционом пројекту, Мек мора да са нестанком неког њој блиског. |              |                                    |                                   |                                                                                         |                      |
| 92 | 7            | Одметник                           | Тони Вармби                       | Лари Московиц                                                                           | 9. новембар 1999.    |
| Када сиругносни саветник отме војну подморницу и запрети да ће да нападне Њујорк, Харм мора да се игра мачке и миша са типом да би спасио Бада и спречио напад. |              |                                    |                                   |                                                                                         |                      |
| 93 | 8            | Пуковникова жена                   | Aлан Џ. Луи                       | Џон Шулијан                                                                             | 16. новембар 1999.   |
| Жена војног пуковника је оптужена за кријумчарење дроге, а њено слабо порицање уверава Мек да је она крива. |              |                                    |                                   |                                                                                         |                      |
| 94 | 9            | Речи презира                       | Џинот Шварц                       | Eд Зукерман                                                                             | 23. новембар 1999.   |
| Хармова каријера је у опасности када је оптужен за писање уводника пуног критика о председнику. Кад је Харм ослобођен свих оптужби прима унапређење у командира од СЕКМОР-а. Мек се суочава са препирком између девојке покојног војника која жели да искористи његову сперму да би имала децу и војникове отуђене жене која се противи таквом поступку. |              |                                    |                                   |                                                                                         |                      |
| 95 | 10           | Несрећа                            | Теренс О’Хара                     | Лари Московиц                                                                           | 30. новембар 1999.   |
| Хармова бивша РПО-овка, поручник Елизабет Хоукс, је оптужена за изазивање несреће у којој се срушио Ф-14, а Харм је брани на суду док је Мек тужи. |              |                                    |                                   |                                                                                         |                      |
| 96 | 11           | Духови Божићне прошлости           | Aлан Џ. Луи                       | Синопис: Ед Зукерман и Џон Шулијан Сценарио: Доналд П. Белисарио                        | 14. децембар 1999.   |
| Током његове обичне посете Вијетнамској комеморијацији, Харм среће Џени Лејк, бившу певачицу у бенду боба Хоупа који је био тамо на Божић када је његов отац (као пилот на броду Тикондерога 1969. године) оборен. Појава Томаса Буна. |              |                                    |                                   |                                                                                         |                      |
| 97 | 12           | У цев                              | Maрк Хоровиц                      | Пол Левин                                                                               | 11. јануар 2000.     |
| Током суђења за догађај од пре 10 година када је неомиљени морнар дигао у ваздух брод и побио 29 морнара, Хармови и Мекини студенти откривају да човек то можда и није урадио. |              |                                    |                                   |                                                                                         |                      |
| 98 | 13           | Живот или смрт                     | Toни Вармби                       | Кетрин Стриблинг                                                                        | 18. јануар 2000.     |
| Изгнани војник је побио троје других војника, а његов случај је узет на последњи преглед. Мек не жели да га брани, али на крају преузима случај, док Харм преузима тужење, а А. Џ. је одбојан јер му је осуђени убица био странка. Харм вечера са Рене, док штаб жели Мику срећан пут кад он одлази на аустралијански развој на Источни Тимор. |              |                                    |                                   |                                                                                         |                      |
| 99 | 14           | Притисак у кабини                  | Џинот Шварц                       | Дејна Коен                                                                              | 1. фебруар 2000.     |
| Харм је заробљен у просторији са морнаром оптуженим за убиство. Како се просторије у којој су пуни водом, Харм мора да нађе начин да се извуку. Адмирал се суочава са спорим губитком вештина због година. |              |                                    |                                   |                                                                                         |                      |
| 100 | 15           | Бумеранг (1. део)                  | Доналд П. Белисарио и Џинот Шварц | Доналд П. Белисарио                                                                     | 8. фебруар 2000.     |
| У заплету који подсећа на заплет из књиге Сведок оптужбе, Харм, Мек и Бад бране америчког морнара који је оптужен за убиство аустралијанског морнара и преузимање његовог идентитета. |              |                                    |                                   |                                                                                         |                      |
| 101 | 16           | Бумеранг (2. део)                  | Џинот Шварц и Доналд П. Белисарио | Доналд П. Белисарио                                                                     | 15. фебруар 2000.    |
| Суђење добије неочекивани преокрет када морнарева жена промени причу, а Харм и Мик смирују Мек, а Бад се нашао између њих и зарадио је сломљену вилицу током тога. Чегвиден је на крају присиљен да оде у Аустралију и изгрди Харма због његових поступака. Иако је Бад вољан да опрости обојици, Чегвиден није и спрема се да лично казни Харма и Мика. |              |                                    |                                   |                                                                                         |                      |
| 102 | 17           | Држава против Ганија               | Teренс О’Хара                     | Лари Московиц                                                                           | 22. фебруар 2000.    |
| Адмирал Чегвиден преузима случај када је Гани Галиндез оптужен за напад на хомосексуалца, а један од кључних сведока је подофицир Тајнер. |              |                                    |                                   |                                                                                         |                      |
| 103 | 18           | Мост на Канг Со Рију               | Ијан Тојтон                       | Ед Зукерман и Пол Левин                                                                 | 29. фебруар 2000.    |
| Харм и Мек морају да се суоче са корејским радикалом који је отео авион "Океаник ерлајнса" у коме је војни генерал кога су оптужили за заташкавање масовног убиства у хаотичној пуцњави на мосту током Корејског рата. |              |                                    |                                   |                                                                                         |                      |
| 104 | 19           | Обећања                            | Артур В. Форни                    | Џон Шулијан                                                                             | 28. март 2000.       |
| Војна морнаркиња је оптужена за дезертерство, али она тврди да ју је онај који ју је мобилисао лагао о чему се у служби ради. Адмирал Чегвиден помаже свом пријатељу, морнаричком авијатичару, који је опутжен за узимање вијагре пре летења. |              |                                    |                                   |                                                                                         |                      |
| 105 | 20           | Зона испадања                      | Хјуго Кортина                     | Лари Московиц                                                                           | 4. април 2000.       |
| Када досије који увлачи МВК-овца у дављење кадета заврши у рукама Мек, тужиоца на случају, њу оптужује за превид поручница Сингер, која је део одбране. Адмирал Чегвиден покушава да одлучи где да одведе др. Волден на романтични викенд. |              |                                    |                                   |                                                                                         |                      |
| 106 | 21           | Вештица из Галфпорта               | Toни Вармби                       | Дејна Коен                                                                              | 25. април 2000.      |
| Мек одлази на тајни задатак да помаже на истрази главног подофицира (вођу локалног вештичарења) оптуженог за сексуално узнемиравање. Мик има своју тајну операцију у Аустралији. али то доводи до романсе на даљину између њега и Мек. |              |                                    |                                   |                                                                                         |                      |
| 107 | 22           | Закаснели и претпостављени губитак | Toни Вармби                       | Џон Шулијан и Пол Левин                                                                 | 2. мај 2000.         |
| Харм и Адмирал ппокушавају да спрече ловокрадицу да преузме подморницу која је нестала током напада на Перл Харбур, а сазнају да је подморница можда била умешана у давно заборављену заверу. Бад брани дебелог морнара који је рачунарски геније и који хоће да остане у морнарици. |              |                                    |                                   |                                                                                         |                      |
| 108 | 23           | Прави МВК договор                  | Teренс О’Хара                     | Пол Левин                                                                               | 9. мај 2000.         |
| Поручник Риверс је у проблему опет, али овог пута због напада на конгресног кандидата и оптуживања истог да је лажи МВК-овац. Риверс компликује ствари када искористи Харма као мамац у смртоносној замциа да би открио другог лажног МВК-овца. Адмирал Чегвиден је на врху списка за доделу места савезног судије. |              |                                    |                                   |                                                                                         |                      |
| 109 | 24           | Говор тела                         | Teренс О’Хара                     | Дејна Коен                                                                              | 16. мај 2000.        |
| Док Харм одлучује да поново истражи случај убиства од пре 10 година, он изазива гнев код жртвине ћерке - поручника-командира Терезе Калтер. |              |                                    |                                   |                                                                                         |                      |
| 110 | 25           | Површински рат                     | Џинот Шварц                       | Ед Зукерман                                                                             | 23. мај 2000.        |
| Када је Бадов брат замало оборио војничку летелицу током вежбе слетања на Кључном Западу, то доводи до низа догађаја због кога су скоро сви из САГ-а радили на случају. Мик се враћа, говорећи да је дао оставку да би се вратио Мек. |              |                                    |                                   |                                                                                         |                      |